# Chrysochraon dispar
Chrysochraon dispar (Germar, 1834) è un insetto ortottero della famiglia Acrididae.

## Descrizione

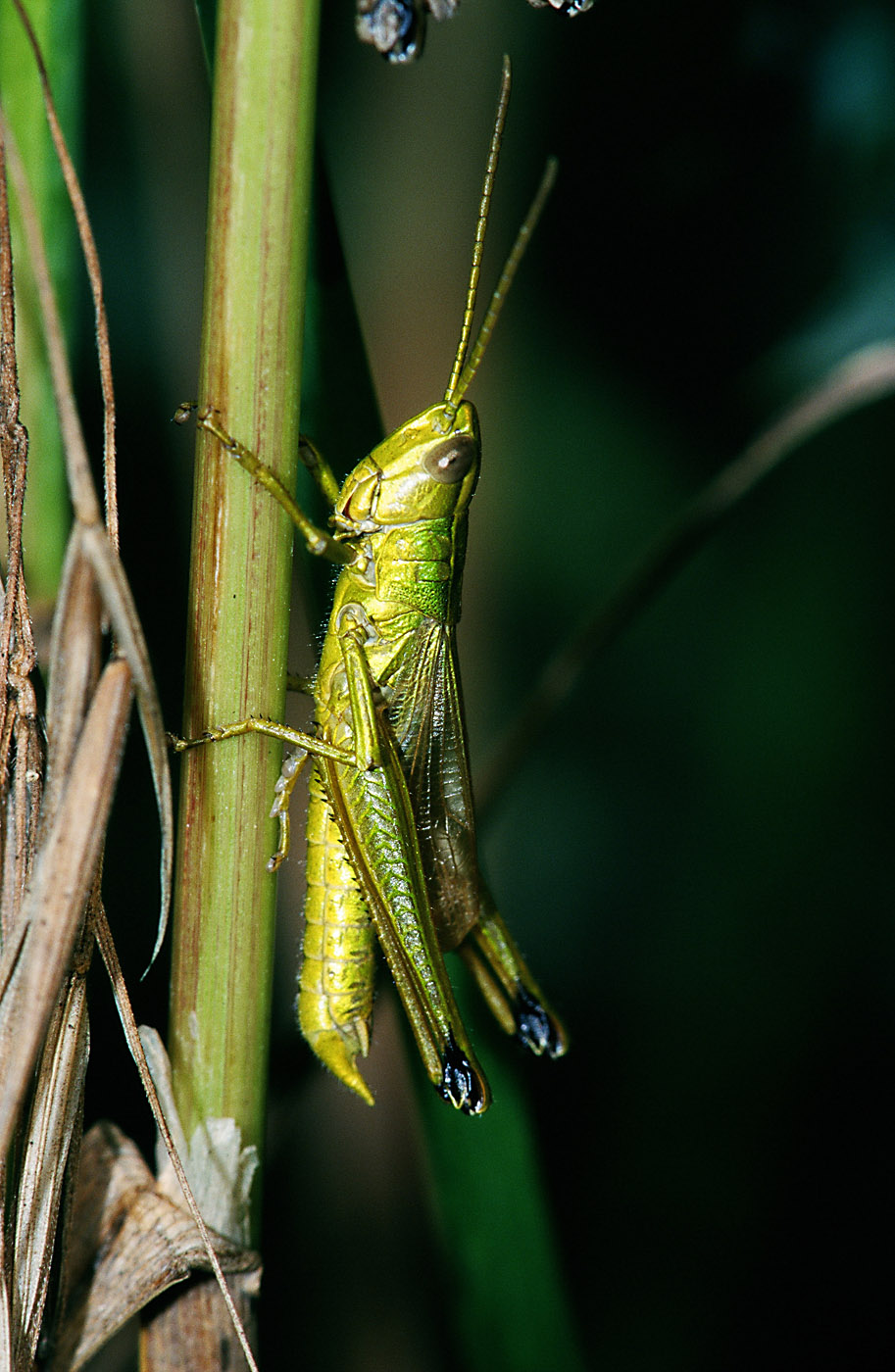
Maschio di C. dispar

La specie è caratterizzata da un marcato dimorfismo sessuale.

I maschi raggiungono una lunghezza intorno ai 19 mm ed hanno una livrea cangiante di colore dal giallo al verde metallico. Le parti inferiori dei femori posteriori e delle tibie sono bordeaux. Le ali sono lunghe quasi quanto l'addome.

Le femmine possono raggiungere una dimensione di circa 30 millimetri, e sono di colore grigio-marrone. Le loro ali sono iposviluppate, come quelle delle ninfe. Le zampe posteriori sono di colore giallo.

## Distribuzione e habitat
La specie ha un areale euro-asiatico.

In Italia è presente soltanto in Trentino (sottospecie Chrysochraon dispar dispar), Veneto (ssp. Chrysochraon dispar giganteus) e Friuli-Venezia Giulia (entrambe le sottospecie) .